# 490

## Догађаји
- Пролеће – Одоакар добија појачање са југа и напушта Равену. Побеђује Остроготе код Фаенце.
- Краљ Теодорик Велики се повлачи у Тицинум (данашња Павија), где гради утврђени логор, који је блокиран.
- Лето – Бургунди, под краљем Гундобадом, прелазе Алпе и пљачкају Лигурију. Многи Римљани су одведени у ропство.
- Краљ Аларик II подржава Теодорика у његовом освајању Италије, тако што је послао војску Визигота да подигне Одоакрову опсаду Павије.[1]
- 11. август – Теодорих и његов савезник Аларих II су поразили Одоакрову војску у бици код Аде.
- Теодорик и његови Остроготи опсадили су Равену. Градови Ћезена и Римини задржавају своју верност Одоакру.
- Умрла царица Фенг из кинеске династије Северни Веј. Сахрањена је уз величанствене почасти, у гробници Венминг.
- Јефимије Цариградски постаје цариградски патријарх.